# Husi-Brennofen
Der Husi-Brennofen (chinesisch 湖泗窑, Pinyin Húsì yáo, englisch Husi kiln) bzw. die Husi-Porzellanbrennofen-Stätten (湖泗瓷窑址群,  Húsì cíyáo zhǐqún, englisch Husi porcelain  kiln sites) sind Brennofenstätten aus der Zeit der Fünf Dynastien bis Ming-Dynastie, die auf die Produktion von blauweißem Porzellan und von Seladon spezialisiert waren. Die Stätten befanden sich auf dem Gebiet der Stadtbezirke Jiangxia und Wuchang in Wuhan in der chinesischen Provinz Hubei. Sie sind nach der Großgemeinde Husi von Jiangxia benannt.
Durch den Fund wurde der Beweis der Existenz einer Porzellanindustrie während der Song-Dynastie für Hubei erbracht.
Die Husi-Porzellanbrennofen-Stätten stehen seit 2001 auf der Liste der Denkmäler der Volksrepublik China (5-89).